# Compagnie d'électricité de Hokkaido
La Compagnie d'électricité de Hokkaido (北海道電力株式会社 Hokkaidō Denryoku Kabushiki-gaisha), Hokuden en abrégé, est la compagnie électrique de l'ile d'Hokkaidō, au Japon. L'entreprise est également connue sous les noms de Hokuden, Dōden, et HEPCO.
Cette compagnie exploite la centrale nucléaire de Tomari. Elle est cotée à la bourse de Tokyo.

## Génération
| Source      | En mégawatts (2006) | Nombre d'unités |
| ----------- | ------------------- | --------------- |
| Hydraulique | 1 225,925           | 51              |
| Houille     | 4 115,410           | 12              |
| Nucléaire   | 1 158,000           | 1               |
| Autre       | ?                   | ?               |